# EF Близнецов
EF Близнецов (лат. EF Geminorum) — двойная затменная переменная звезда типа Алголя (EA) в созвездии Близнецов на расстоянии приблизительно 8 020 световых лет (около 2 459 парсек) от Солнца. Видимая звёздная величина звезды — от +15,4m до +12,6m. Орбитальный период — около 6,1026 суток.

## Характеристики
Первый компонент — белая звезда спектрального класса A3IV, или A3. Радиус — около 4,02 солнечных, светимость — около 36,423 солнечных. Эффективная температура — около 7072 К.
Второй компонент — оранжевый субгигант спектрального класса K3, или K3IV. Эффективная температура — около 4560 К.